# میناس د ریوتینتو
میناس د ریوتینتو (به اسپانیایی: Minas de Riotinto) یک دهستان در اسپانیا است که در استان اوئلوا واقع شده‌است. میناس د ریوتینتو ۲۴ کیلومتر مربع مساحت و ۴٬۲۲۱ نفر جمعیت دارد و ۴۲۶ متر بالاتر از سطح دریا واقع شده‌است.